# Rio Coştei
O Rio Coştei é um rio da Romênia, afluente do Coşteiu-Chizătău Canal, localizado no distrito de Timiş.